# Elena Zareschi
Elena Zareschi (Elina Lazzareschi, Haedo, Argentina; 1916 - Lucca, Italia; 2000) fue una de las grandes actrices trágicas italianas, gran intérprete de Shakespeare, Racine, Pirandello, Ibsen, Federico García Lorca y Gabriele D'Annunzio.
Nació en Haedo, provincia de Buenos Aires, adonde la familia había emigrado por negocios, y volvió a su ciudad de origen, Lucca, a los dieciocho años. Su hermano fue el pintor Domenico Zareschi; y su hermana, la fotógrafa Anna Moreschi.
Se consagra en Bodas de sangre. Fue dirigida por Luchino Visconti en Troilo y Crésida (1949) con Vittorio Gassman, Paolo Stoppa y Rina Morelli; por Giorgio Strehler en Albergue de pobres, de Gorki; fue la reina Gertrudis en Hamlet, con Gassman y Anna Proclemer.
Fue Casandra en el filme Ulises, Sibila en Safo, Medea, Electra y lady Macbeth, entre otros personajes, y actuó en representación de la obra Tiestes, de Séneca.